# Anastrophyllum schismoides
Anastrophyllum schismoides là một loài rêu trong họ Anastrophyllaceae. Loài này được Mont. Stephani mô tả khoa học đầu tiên năm 1893.